# Ływczeto
Ływczeto (bułg. Лъвчето) – szczyt masywu Witosza, w Bułgarii, o wysokości 2052 m n.p.m.